# 前件否定
前件否定（ぜんけんひてい、英: Denying the antecedent）は、誤謬の一種であり、次のような推論の論証形式に関する誤謬である。
もし P ならば、Q である。
P ではない。
従って、Q ではない。
この形式の主張は妥当ではない。この形式の論証はたとえ前提が真であっても、結論を導く推論過程に瑕疵がある。「前件否定」という名称は、「前件」すなわち論証の前提部分（もし - ならば）を否定する形式であることに由来している。
「逆もまた真なり」という真理を建前にして逆と裏を意図的に混用することで相手の誤認を誘い、本来は偽である命題を真なるものと強引に主張する手法としてしばしば見受けられる。

## 具体例

### 間違いの例
この論証形式が妥当でないことを示すには、真であるような前提から明らかに偽であるような結論が導かれる例を挙げればよい。例えば、次のようになる。
もしエリザベス2世がアメリカ合衆国市民なら、彼女は人間である。
エリザベス2世はアメリカ合衆国市民ではない。
従って、エリザベス2世は人間ではない。

### 同値である場合
前件を否定していたとしても、他の妥当な形式も備えた論証であれば、論証は妥当となることもある。例えば、P と Q が同じ命題であることが示されれば、この形式であっても妥当となることは自明である。ただしこれは論点先取の誤謬となって、論証にはならない場合もある。一般に、日常会話での妥当な前件否定となる主張は、「もし - ならば」の前提部分が実際には同値関係の主張になっていることが多い。例えば
もし私がアメリカ合衆国大統領なら、議会の議決を拒否できる。
私はアメリカの大統領ではない。
従って、私は議会の議決を拒否できない。
この主張の前提部分は明らかに同値関係であり、大統領であるときだけ議決を拒否できるため、全体として妥当な主張となっているのである。しかしその場合でも、妥当性は前件否定として生じるのではなく、モーダストレンスの形式であることから生じているのである。